# Briggerales
Ordre
Les Briggerales sont un ordre d’algues de l'embranchement des Bacillariophyta (Diatomées), et de la classe des Mediophyceae.

## Liste des familles
Selon AlgaeBase (4 août 2022) :
- Briggeraceae
- Streptothecaceae R.M.Crawford, 1990

## Systématique
Le nom correct complet (avec auteur) de ce taxon est Briggerales Nikolaev & Harwood.